# Електричний провід
Електри́чний про́від, про́від , струмопрові́д — електротехнічний виріб з одного або кількох дротів (струмопровідні жили), що служить для з'єднання джерела електричного струму зі споживачем, компонентами електричної схеми.

## Види
Бувають проводи неізольовані та ізольовані. Неізольовані проводи призначені головним чином для повітряних ліній електропередачі, контактних мереж електротранспорту, для антенних пристроїв. Підвішують їх на опорах або сталевих тросах за допомогою електричних ізоляторів і спеціальної кріпильної арматури.
Проводи повітряних ліній електропередачі — переважно сталеалюмінієві, з високою механічною міцністю і корозійною стійкістю. Переріз таких проводів — до 800 мм². У високовольтних лініях електропередачі застосовують багатодротові проводи з перерізом 0,6—1 см², для особливих умов експлуатації ліній — проводи спеціальних конструкції (порожнисті, з антикорозійними заповнювачами тощо). В контактній мережі використовують мідні (сталемідні) або сталеві проводи, коли треба передавати невелику потужність, і бронзові (сталебронзові), якщо провідники мають відзначатися високою механічною міцністю й електропровідністю.
Ізольовані проводи поділяють на обмоткові, установочні й монтажні.
Обмоткові проводи призначені для обмоток електромашин і апаратів, трансформаторів тощо. Виготовляють їх з міді або алюмінію, їхній переріз — круглий або прямокутний, ізоляція — емалева, скловолокниста, паперова, бавовняна тощо. Є проводи обмоткові високовольтні (напруга понад 1000 В) з нагрівостійкою ізоляцією (лавсановою плівкою) і високочастотні (частота від десятків кілогерц до сотень мегагерц).
Установочні проводи використовують головним чином для прокладання нерухомих відкритих і прихованих електропроводок, монтажу силових і освітлювальних електромереж. Вони бувають мідні й алюмінієві, переважно круглого перерізу з гумовою або полівінілхлоридною ізоляцією. Розраховують їх на напругу звичайно 220—660 В, рідше — до 3000 В. Іноді такі проводи вміщують у тонку металеву захисну трубку.
Монтажні проводи застосовують для електричного з'єднання елементів в електро- і радіотехнічних пристроях, з'єднання приладів і апаратів на пультах і щитах керування тощо. Проводи такого типу — здебільшого мідні, круглого перерізу, з поліетиленовою або полівінілхлоридною ізоляцією, їх розраховують на напругу переважно 24—500 В, деякі — до 1000 В. Для підключення побутових приладів і апаратури до електромережі призначені проводи (шнури) на напругу до 250 В, їхня ізоляція — гумова або полівінілхлоридна.
Існують надпровідні проводи (переважно із сплавів ніобію з цирконієм і титаном) в оболонці з рідким гелієм. Вони відзначаються практично нульовим електричним опором при низьких температурах (~ 4 К).

## Типи
Провід з мідними і алюмінієвими жилами з ізоляцією з полівінілхлоридного пластику застосовуються для електричних установок при стаціонарній прокладці в освітлювальних і силових мережах, а також для монтажу електроустаткування, машин, механізмів і верстатів.
СІП — СІП — самоутримний ізольований провід, призначений для передачі електроенергії в повітряних електричних мережах. В даний час СІП знайшов застосування як у магістральних повітряних лініях, так і як відгалуження (вводи в приватні будинки, господарські споруди).
Одножильні проводи з ПВХ ізоляцією для електричних установок за ГОСТ 6323-79. АПВ — провід з алюмінієвою жилою з ізоляцією із ПВХ-пластикату.